# Rue des Prêcheurs
Rue des Prêcheurs är en gata i Quartier des Halles i Paris första arrondissement. Gatans namn är av oklart ursprung. Rue des Prêcheurs börjar vid Rue Saint-Denis 81 och slutar vid Rue Pierre-Lescot 14.

## Omgivningar
- Saint-Eustache
- Jardin Anne-Frank
- Centre Georges-Pompidou
- Les Halles
- Rue de la Grande-Truanderie
- Rue de la Petite-Truanderie
- Rue du Cygne
- Passage de la Reine-de-Hongrie
- Rue de la Cossonnerie

## Bilder
| - Gatuskylt. - Saint-Eustache. - Jardin Anne-Frank. - Centre Georges-Pompidou. |

## Kommunikationer
- Tunnelbana – linje  – Les Halles
- Busshållplats Les Halles – Centre Georges-Pompidou – Paris bussnät

### Webbkällor
- ”Rue des Prêcheurs”. Mairie de Paris. https://web.archive.org/web/20150910073503/http://www.v2asp.paris.fr/commun/v2asp/v2/nomenclature_voies/Voieactu/7764.nom.htm. Läst 23 oktober 2023.
- ”Rue des Prêcheurs (1er arrondissement)”. Les rues de Paris. https://web.archive.org/web/20190727143243/http://www.parisrues.com/rues01/paris-01-rue-des-precheurs.html. Läst 23 oktober 2023.